# Бабаян, Юрий Арменакович
Юрий Арменакович Бабаян (арм. Յուրի Արմենակի Բաբայան; 5 июня 1929, Баку — 5 мая 2014, Ереван) — советский и армянский тренер по вольной борьбе и самбо. Мастер спорта СССР. Заслуженный тренер СССР. Заслуженный деятель физической культуры и спорта Республики Армения (2004). Почётный гражданин Хасавюрта. Кавалер медали «Благодарность» (непризнанная Нагорно-Карабахская Республика).

## Биография
Юрий Бабаян родился 5 июня 1929 года в Баку. С азами вольной борьбы познакомился ещё в школьные годы, к более серьёзным занятиям приступил во время военной службы. Тренировался под руководством Арама Саркисова. Становился призёром первенства общества ЦСКА, чемпионатов Баку и Азербайджанской ССР. В 1958 году окончил Азербайджанский государственный институт физической культуры. В 1958–1968 годах занимался тренерской деятельностью в Степанакерте. 
В 1968 году переехал в Ереван и в дальнейшем работал тренером в спортивном обществе «Спартак» и Ереванском колледже олимпийского резерва. Подготовил несколько борцов международного уровня. Среди его наиболее известных учеников чемпионы Европы Гурген Багдасарян и Анушаван Саакян, которых он тренировал на протяжении всей их спортивной карьеры. В разные годы работал также с призёром Олимпийских игр Арменом Мкртчяном и чемпионом мира Давидом Сафаряном.
Умер 5 мая 2014 года. Похоронен на Зейтунском кладбище в Ереване.